# 克維塔馬倫崖
克維塔馬倫崖（英語：Kvithamaren Cliff）是南極洲的懸崖，位於毛德皇后地的阿斯特里德公主海岸，處於斯洛克斯塔倫山以東，屬於穆利格-霍夫曼山脈的一部分，由挪威製圖師根據該國探險隊拍攝的測量和空中照片繪入地圖，現時由南極條約體系管理。

## 外部連結
. . United States Geological Survey.   [2013-05-21].
71°59′S 5°2′E / 71.983°S 5.033°E